# Artos

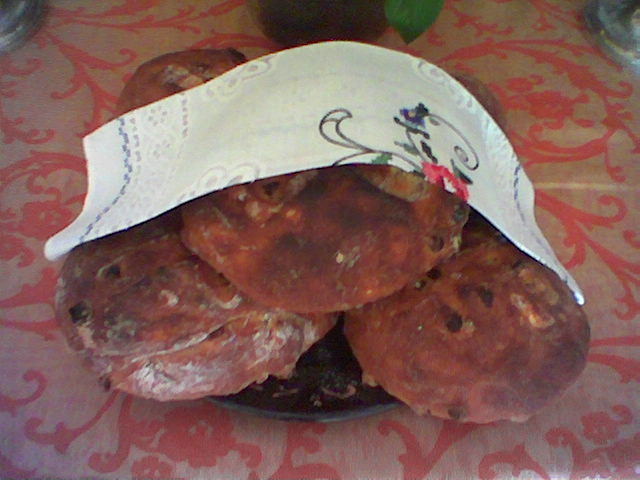
Artos

Artos (gr. άρτος „chleb”) – chleb pszeniczny, na którym widnieje wizerunek Chrystusa zmartwychwstałego. Poświęcony w pierwszy dzień Paschy, jego cząstka jest rozdawana wiernym w sobotę Tygodnia Paschalnego, po czym przez cały tydzień jest wystawiony w cerkwiach, na pulpicie ustawionym przed ikonostasem. Artos stanowi wspomnienie wydarzeń opisywanych przez Ewangelie, gdy Jezus ukazywał się uczniom i spożywał z nimi chleb.